# Canale Kennet e Avon
Il canale Kennet e Avon  (in inglese Kennet & Avon Canal) è un canale artificiale che nasce dal porto di Bristol e sfocia nel fiume Tamigi, in Inghilterra, dopo un percorso di circa 140 km. 

## Geografia e descrizione

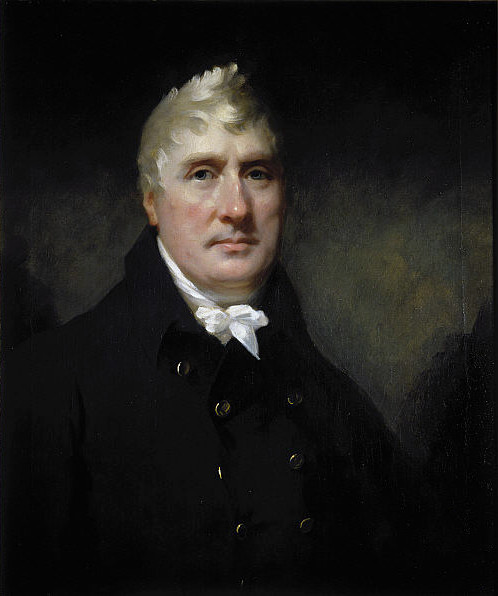
L'architetto e ingegnere scozzese John Rennie che progettò il canale

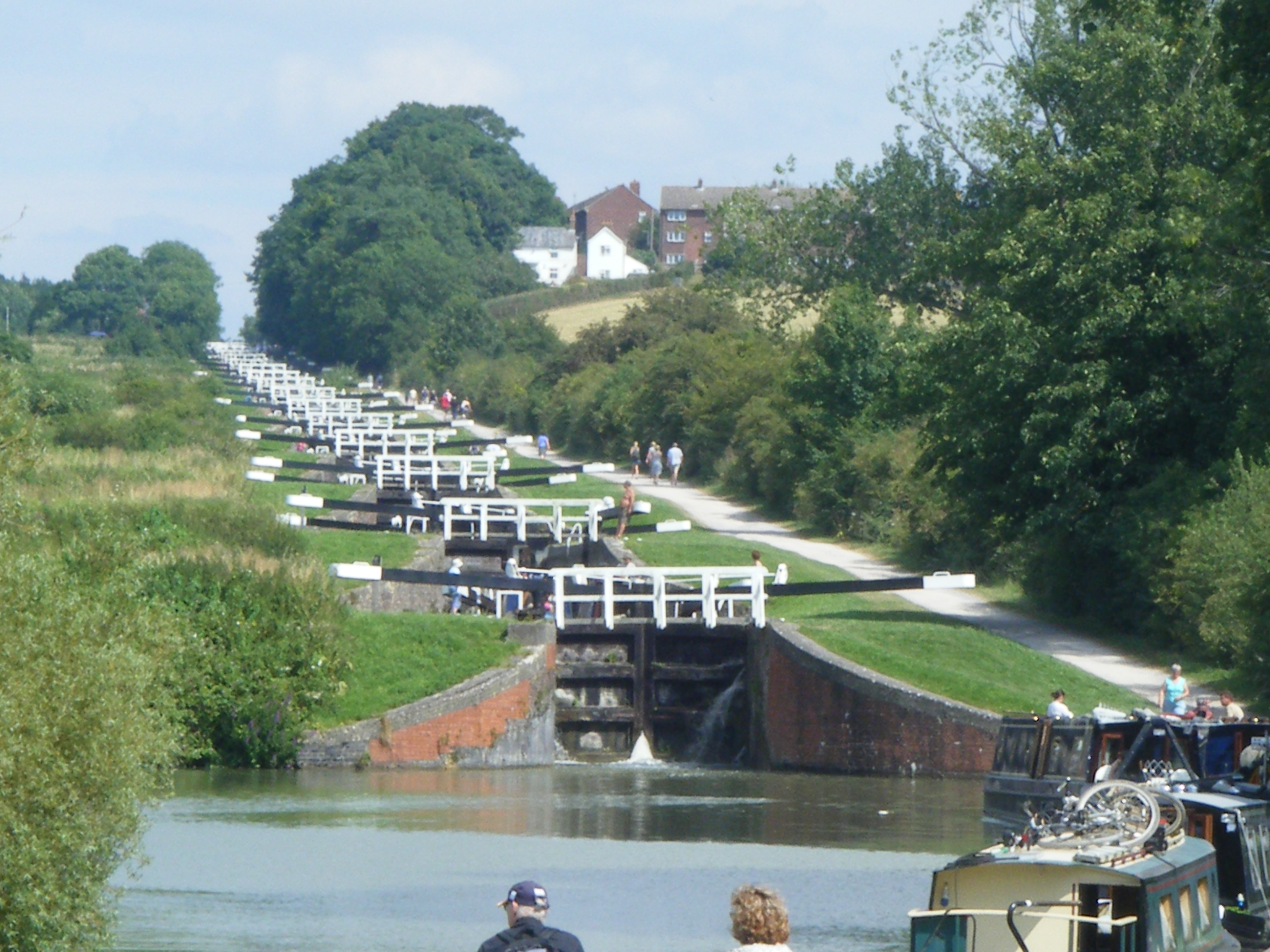
Insieme di chiuse a Caen Hill a Devizes

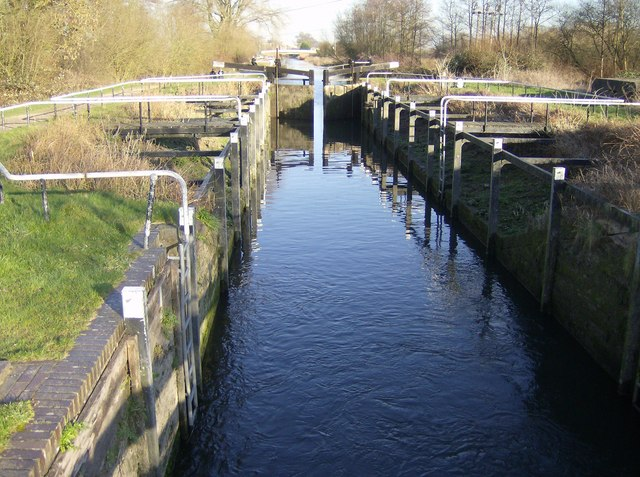
Monkey Marsh Lock, costruita nel 1723, è una delle due sole chiuse con lato erboso sul canale Kennet e Avon

Il canale Kennet e Avon è un'opera di ingegneria notevole che collega due bacini di navigazione fluviale comprendenti il fiume Avon e il fiume Kennet, oltre ad un tratto di canale di collegamento. Si estende dal canale di Bristol vicino a Bristol fino al fiume Tamigi nella località di Reading, per quasi 140 Km di lunghezza con oltre 100 chiuse nell'Inghilterra meridionale. La tratta dell'Avon attraversa colline con boschi nel suo percorso da Bristol fino a Bath. Bristol conserva alcuni vecchi edifici nella zona del molo dove sono presenti imbarcazioni storiche come la SS Great Britain, il primo piroscafo in ferro. Bath era una città termale romana e ha molti resti romani. Da Bath il Kennet & Avon Canal arriva a Bradford on Avon e poi affronta un tratto con 29 chiuse da Caen Hill fino a Devizes. Il canale scorre quindi tra le colline lungo la valle di Pewsey e attraversa Honeystreet, un piccolo villaggio di canali. Prosegue poi verso le città mercato di Hungerford e Newbury per scendere fino al fiume Kennet. Infine arriva a Reading e poi all'incrocio con il fiume Tamigi. Molti ponti, acquedotti e altre strutture furono costruiti in stile classico, progettati da John Rennie, che utilizzò pietra di Bath non stagionata per lavori ornamentali su ponti che resistevano male alle intemperie e controllavano male il livello dell'acqua, causando la carenza di livello di cui il canale soffre anche in tempi recenti. Furono installate delle pompe per rifornire il livello del vertice e a Crofton le pompe a vapore originali sono state restaurate e possono spesso essere viste in condizioni di funzionamento.

### Caratteristiche tecniche
Il canale si sviluppa con un percorso di 140 Km che comprendono 104 chiuse, 1 tunnel e richiede almeno 1 settimana di navigazione. Il tratto del fiume Avon, da Bristol a Bath, è di 10 miglia con 5 chiuse. Il tratto del fiume Kennet, da Newbury al fiume Tamigi, è di 19 miglia con 21 chiuse. Le chiuse sul canale Kennet e Avon sono state costruite per accogliere chiatte con dimensioni massime di 73 piedi di lunghezza per 13 piedi e 10 pollici di larghezza.

## Storia
I fiumi Kennet e Avon furono resi navigabili all'inizio del XVIII secolo. Tra il 1794 e il 1810, fu costruito un tratto di canale di 57 miglia che li collegava e l'intero corso d'acqua divenne noto come canale Kennet e Avon.
Verso la fine del XX secolo, con la creazione del Kennet & Avon Canal Trust, è stato restaurato in sezioni e completamente riaperto alla navigazione nel 1990. Il canale fu concepito come autostrada industriale dell'epoca per trasportare carbone, minerale di ferro, tabacco tutti i tipi di prodotti agricoli tra città e villaggi che si estendevano da Bristol a ovest fino a Reading a est. Nella prima parte del XVIII secolo il fiume Kennet a Reading e il fiume Avon a Bath furono resi navigabili. Le aree tra questi due fiumi resero necessario un collegamento viario e nel 1794, l'architetto e ingegnere scozzese John Rennie fu incaricato di colmare il divario, il che comportò la costruzione del Caen Hill Flight of Locks. Rennie era stato responsabile della costruzione di molti ponti, canali e banchine e, dopo la sua morte, fu onorato con la sepoltura nella cattedrale di St Paul. Per i successivi 16 anni i lavori vennero realizzati tagliando e scavando quasi 60 miglia di canale, costruendo 100 chiuse, 2 tunnel e quasi 200 ponti, viadotti e acquedotti tra Bath e Foxhangers. Una ferrovia a doppio binario in ferro su traversine di legno collegava il canale con la città di Devizes fino al completamento della Caen Hill Flight of Locks nel 1810. Da allora fu possibile navigare da Londra a Bristol. Con l'apertura del canale il Somerset Coal Canal (che serviva 80 miniere di carbone del Somersetshire) ebbe accesso, dall'acquedotto Dundas, all'area commerciale di Londra. Il Kennet and Avon si collegava anche al Wilts and Berks Canal a Semington. Molti proprietari di cave di pietra di Bath videro il potenziale del canale Kennet e Avon e alcuni ne divennero tra i maggiori azionisti e ben presto la loro pietra fu vista lungo tutto il canale e utilizzata da vari costruttori in molte nuove località. Tuttavia, nonostante le grandi aspettative, il commercio non ottenne mai quanto ci si aspettava e quando la Great Western Railway acquistò il canale nel 1852, ci fu una politica deliberata di non investire troppo nella manutenzione. Nel 1905 si verificò un grosso incidente: Harriett, una chiatta di lunga 72 piedi costruita da Robbins Lane e Pinnegar di Honey Street rimase incastrata in una chiusa a Foxhangers durante il suo viaggio di consegna ai Bristol Docks. Alla fine la chiatta venne liberata e lavorò ancora a lungo sino a quando si arenò a Purton nel 1964, dove può essere vista oggi, registrata come nave storica nazionale e sponsorizzata dai discendenti della famiglia Ashmead. Alla fine della prima guerra mondiale il numero di imbarcazioni che utilizzavano il canale risultò in diminuzione.
Durante la seconda guerra mondiale lungo il suo percorso furono costruiti un gran numero di bunker di cemento come parte della linea di difesa per una possibile invasione tedesca, e molti di questi sono ancora visibili. Nel 1948 la navigazione fu effettivamente chiusa e il governo progettò di chiudere completamente il canale, ma questo radunò gli appassionati locali del canale determinati a non permettere che ciò accadesse e nel 1962 fu fondato il Kennet and Avon Trust con l'obiettivo di ripristinare l'intero corso d'acqua. Dopo lunghi lavori realizzati dal Trust e dai suoi volontari, la Regina fu invitata a riaprire ufficialmente il canale Kennet e Avon e ciò avvenne in cima alla serie di chiuse di Caen Hill l'8 agosto 1990. Il restauro continuò con l'aiuto di una sovvenzione della lotteria da 25 milioni di sterline, la più grande sovvenzione singola mai concessa, con il completamento finale del progetto che ebbe luogo nel 2003, quando il principe Carlo partecipò per aiutare a celebrare l'evento.

## Principali centri abitati toccati lungo il percorso
- Bristol
- Bath
- Bradford on Avon
- Devizes
- Crofton
- Great Bedwin
- Hungerford
- Newbury
- Aldermaston Wharf
- Reading